# Myōjō
Myōjō (明星,Myōjō (明星 Myōjō?)) fue una revista literaria mensual publicada en Japón entre febrero de 1900 y noviembre de 1908. El nombre Myōjō puede ser traducido como Estrella Brillante o como Estrella de la Mañana (Venus).

## Historia y perfil
La revista fue fundada en 1900. Fue el medio divulgativo de un círculo de poesía llamado Shinshisha (Nueva Sociedad de Poesía) fundado por Yosano Tekkan en 1899. Myōjō fue concebido inicialmente para el desarrollo y promoción de una versión moderna de la poesía tanka de 31 sílabas. Tuvo famosos colaboradores como Yosano Akiko, que también fue editor de la revista, transformaban la poesía tradicional a un estilo sensual del movimiento romántico.
Otros colaboradores importantes fueron Hagiwara Sakutaro, Ishikawa Takuboku, Iwano Homei, Kitahara Hakushu, Noguchi Yonejiro, Kinoshita Rigen y Sato Haruo. La revista fue asesorada por Mori Ōgai, Ueda Bin y Baba Kocho, con Yosano Tekkan como editor jefe de la publicación.
Myōjō pasó de ser una revista de poesía puramente tanka a una revista sofisticada que también promovía las artes visuales y la poesía al estilo occidental. Se considera de influencia crucial para el desarrollo de la poesía y la literatura japonesas de principios del siglo XX.
Myōjō duró poco, ya que la disensión interna disolvió el círculo literario de Shinshisha. Muchos de sus miembros originales ayudaron a crear una revista literaria sucesora, Subaru (Las Pléyades). Myōjō fue revivida de 1921-1927 por Tekkan, y nuevamente desde 1947-1949.